# Liste des phares de l'État de Washington
Liste des phares de l'État de Washington : L'aide à la navigation maritime aux États-Unis est gérée par la Garde côtière américaine, et les phares de l'État de Washington sont entretenus par le Coast Guard District 13 (en) (District 13 de la Garde côtière)  basé à Seattle. Les équipes de maintenance sont basées à Seattle, au Kennewick pour la Columbia River et à Astoria (Oregon) pour la côte du Pacifique.
10 phares de cet État sont inscrits au Registre national des lieux historiques (avec*).

## Comté de Whatcom

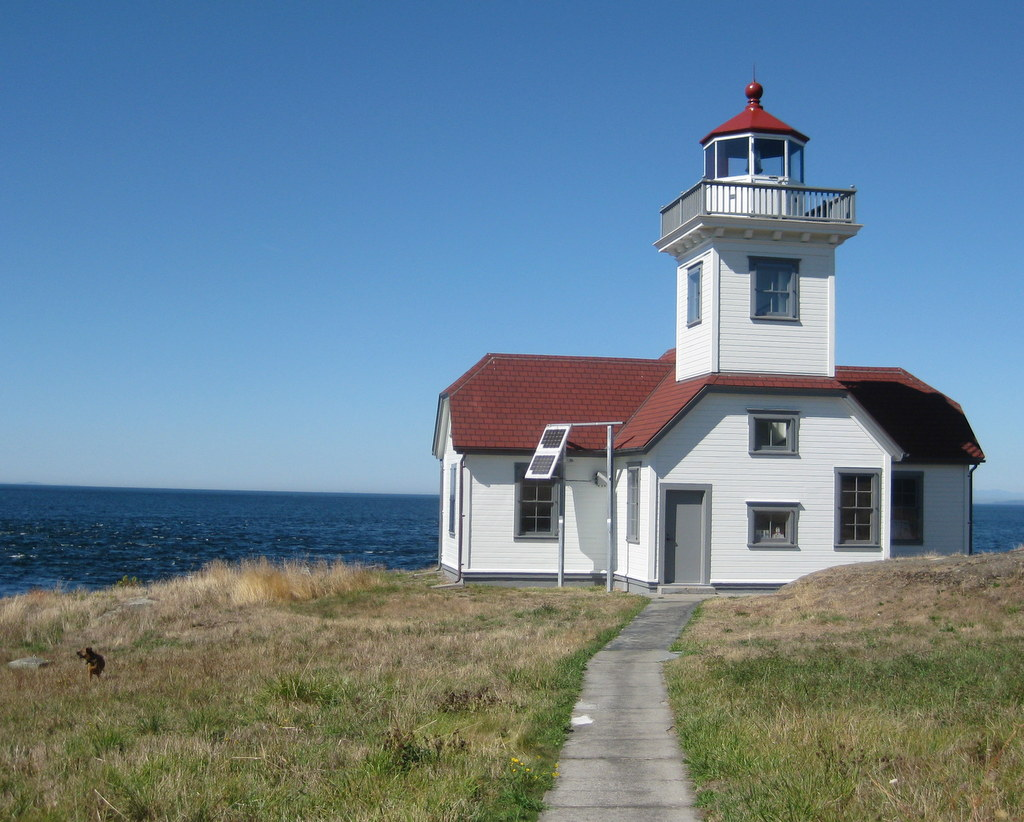
Phare de Patos Island

- Phare de Semiahmco Harbor
- Phare de Point Roberts

## Comté de San Juan
- Phare de Patos Island *
- Phare de Turn Point
- Phare de Lime Kiln
- Phare de Cattle Point

## Comté de Skagit
- Phare de Burrows Island

## Comté d'Island

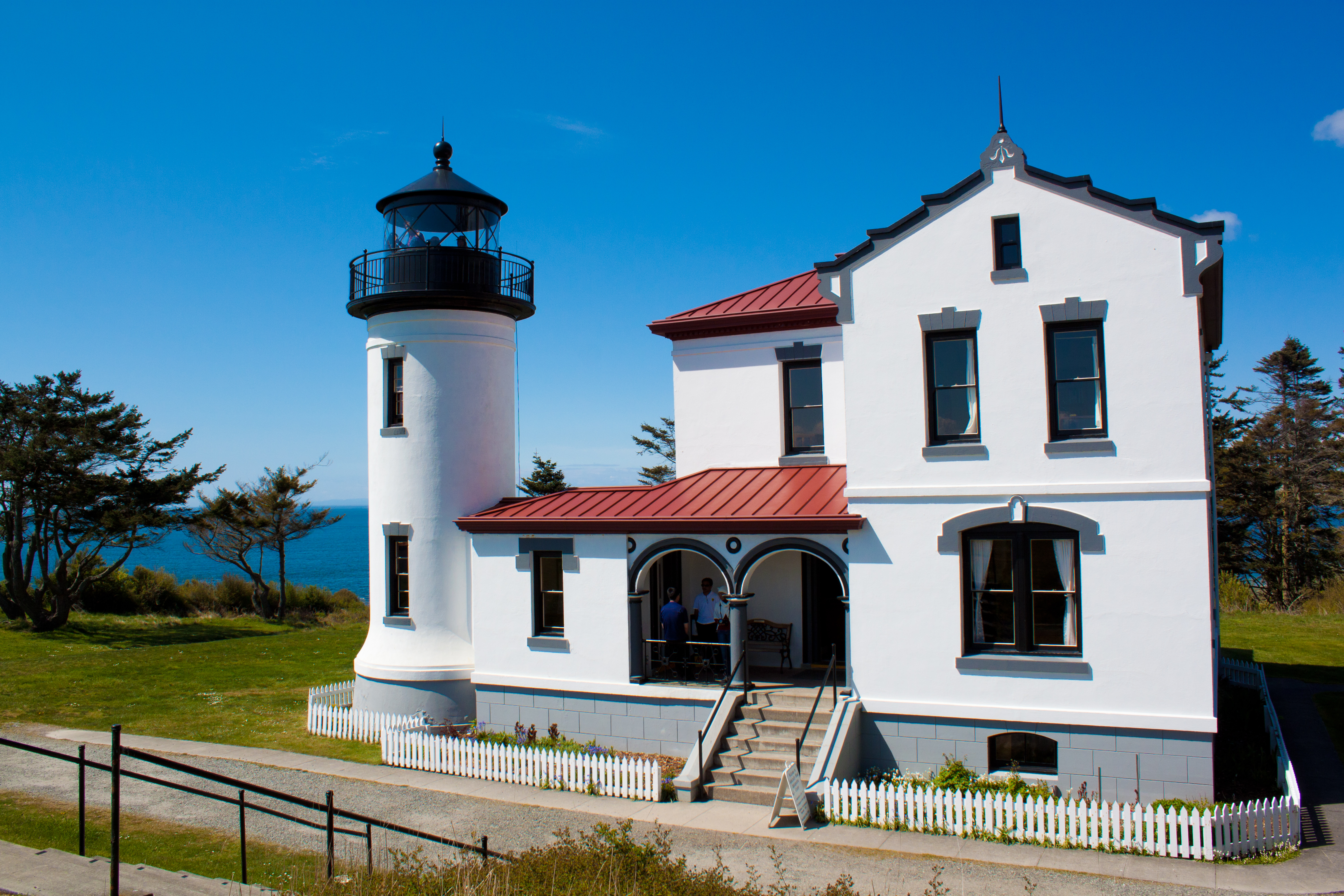
Phare d'Admiralty Head

- Phare de Smith Island *
- Phare d'Admiralty Head
- Phare de Bush Point

## Comté de Snohomish
- Phare de Mukilteo *

## Comté de King

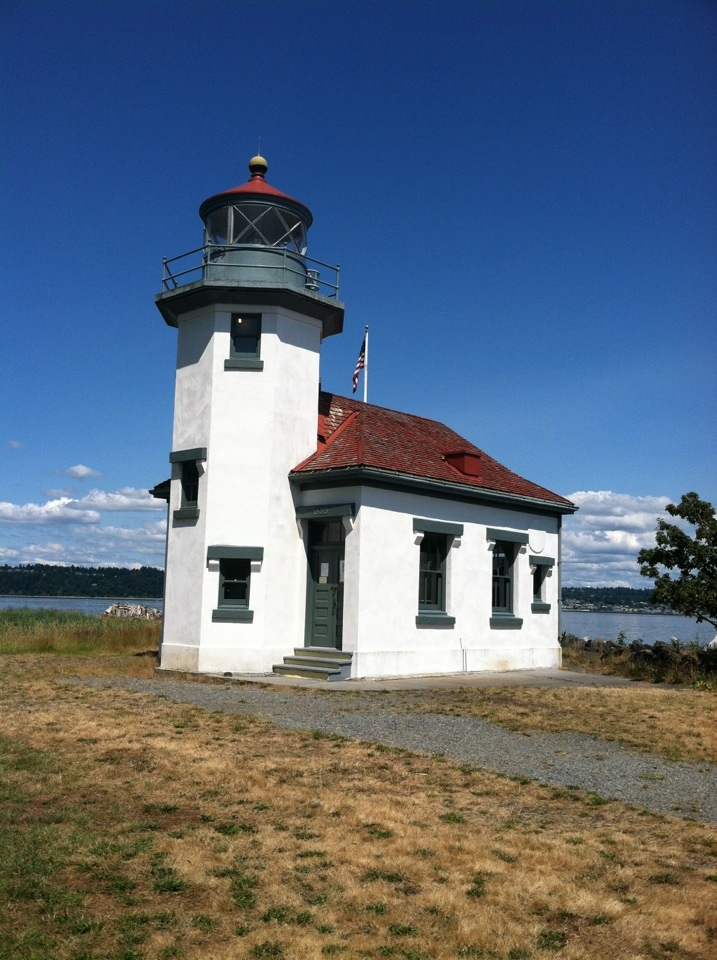
Phare de Point Robinson

- Phare de West Point *
- Phare d'Alki Point
- Phare de Point Robinson

## Comté de Pierce
- Phare de Browns Point *

## Comté de Thurston
- Phare de Dofflemyer Point *

## Comté de Kitsap

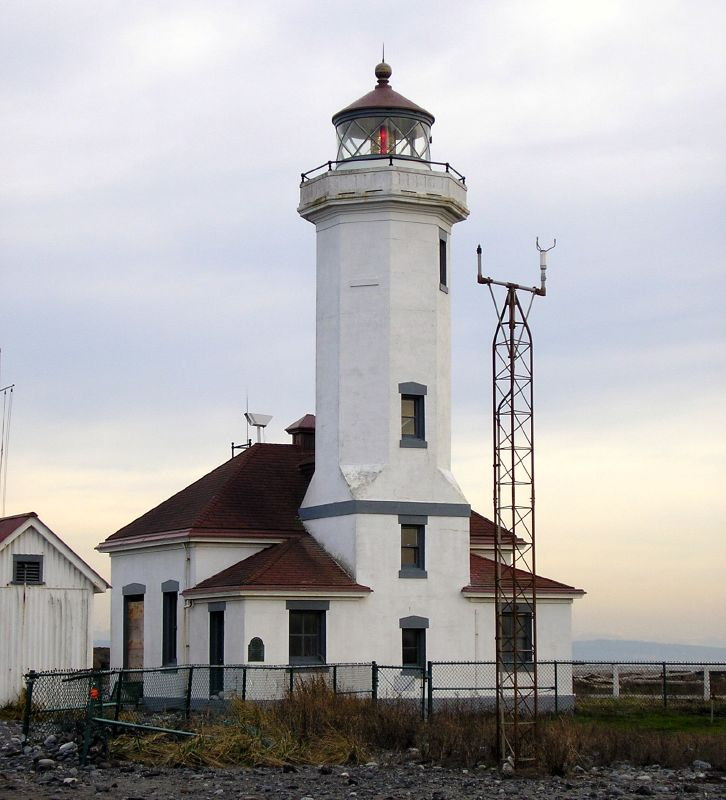
Phare de Point Wilson

- Phare de Point No Point *
- Phare de Skunk Bay (Privé)

## Comté de Jefferson
- Phare de Marrowstone
- Phare de Point Wilson *
- Phare de Destruction Island (Désactivé)

## Comté de Clallam
- Phare de New Dungeness *
- Phare d'Ediz Hook (Inactif)
- Phare de Slip Point (Inactif)
- Phare du cap Flattery

## Comté de Grays Harbor
- Phare de Grays Harbor *

## Comté de Pacific
- Phare de North Head
- Phare du cap Disappointment

## Comté de Benton
- Phare de Clover Island